# Saint-Just et la Force des choses

Saint-Just et la Force des choses est un téléfilm dramatique français en deux parties (La Victoire et La Mort) réalisé par Pierre Cardinal en 1974, diffusé en 1975, d’après l’ouvrage historique éponyme d’Albert Ollivier.

## Synopsis
Le film débute en 1790 à Blérancourt, petit village de Picardie, où le jeune et ardent Saint-Just rêve d'aller à Paris, au cœur des événements révolutionnaires, pour y continuer son combat pour les idées nouvelles, aux côtés de Robespierre qu’il admire. Élu en août 1792 à la Convention, il y retrouve Robespierre et la Montagne, et ses talents d’orateur et d’homme politique sont vite remarqués, par la gauche comme par la droite. 
Dans une suite fiévreuse des événements qui s'enchaînent, se déroule l’ascension vertigineuse de Saint-Just au sommet du pouvoir et sa chute tragique. Homme fort du gouvernement révolutionnaire, commissaire victorieux aux armées et théoricien de la terreur, auteur des fameux décrets de ventôse, mais aussi des rapports d’accusation contre les hébertistes et les dantonistes, Saint-Just meurt guillotiné le 28 juillet 1794, entraîné dans la chute de Robespierre. 

## Fiche technique
- Réalisation : Pierre Cardinal
- Scénario : Jacques-Francis Rolland d’après Albert Ollivier
- Décors : Alain Nègre
- Costumes : Claude Catulle
- Photographie : Albert Schimel
- Durée : 180 minutes (2x90)
- Diffusion : 27 septembre et 4 octobre 1975 sur Antenne 2

## Distribution
- Patrice Alexsandre : Louis Antoine de Saint-Just
- Pierre Vaneck : Maximilien de Robespierre
- Hervé Sand : Georges Jacques Danton
- Vicky Messica : Jean-Paul Marat
- Fred Personne : Georges Couthon
- Henri Marteau : Lazare Carnot
- Jean-Pierre Bernard : Bertrand Barère de Vieuzac
- André Dumas : Jacques Nicolas Billaud-Varenne
- Henri Czarniak : Jean-Marie Collot d'Herbois
- Jacques Faber : Camille Desmoulins
- Raymond Jourdan : Jacques-René Hébert
- Jacques Lalande : Pierre Vergniaud
- Maurice Vallier : Charles Jean Marie Barbaroux
- Gérald Denizot : Marc-Guillaume-Alexis Vadier
- Patrice Melennec : Officier